# 8340 Mumma
A 8340 Mumma (ideiglenes jelöléssel 1985 TS1) a Naprendszer kisbolygóövében található aszteroida. Edward L. G. Bowell fedezte fel 1985. október 15-én.